# Wikipedia in norvegese
Wikipedia in norvegese (Wikipedia på norsk) è l'edizione in lingua norvegese di Wikipedia. Si divide in due versioni: Bokmål e Nynorsk. La prima ebbe inizio il 26 novembre 2001 e la seconda il 31 luglio 2004.

## Wikipedia in bokmål

### Statistiche
La Wikipedia in bokmål ha 652 779 voci, 1 869 576 pagine, 659 727 utenti registrati di cui 1 975 attivi, 40 amministratori e una "profondità" (depth) di 47 (al 13 luglio 2025).
È la 24ª Wikipedia per numero di voci ma, come "profondità", è la 35ª fra quelle con più di 100.000 voci (al 14 ottobre 2024).

### Cronologia
- 6 dicembre 2003 — supera le 1000 voci
- 12 ottobre 2004 — supera le 10.000 voci
- 6 febbraio 2006 — supera le 50.000 voci
- 24 febbraio 2007 — supera le 100.000 voci
- 30 gennaio 2008 — supera le 150.000 voci ed è la 13ª Wikipedia per numero di voci
- 13 dicembre 2008 — supera le 200.000 voci ed è la 13ª Wikipedia per numero di voci
- 6 maggio 2011 — supera le 300.000 voci ed è la 14ª Wikipedia per numero di voci
- 14 novembre 2013 — supera le 400.000 voci ed è la 18ª Wikipedia per numero di voci
- 2 gennaio 2019 — supera le 500.000 voci ed è la 21ª Wikipedia per numero di voci
- 18 ottobre 2020 — supera le 600.000 voci ed è la 24ª Wikipedia per numero di voci

## Wikipedia in nynorsk

### Statistiche
La Wikipedia in nynorsk ha 175 040 voci, 395 560 pagine, 144 185 utenti registrati di cui 132 attivi, 14 amministratori; e una "profondità" (depth) di 14 (al 13 luglio 2025).
È la 61ª Wikipedia per numero di voci e, come "profondità", è la 58ª fra quelle con più di 100.000 voci (al 13 luglio 2025).

### Cronologia
- 7 agosto 2005 — supera le 10.000 voci
- 9 luglio 2009 — supera le 50.000 voci ed è la 40ª Wikipedia per numero di voci
- 9 aprile 2013 — supera le 100.000 voci ed è la 45ª Wikipedia per numero di voci
- 11 settembre 2019 — supera le 150.000 voci ed è la 50ª Wikipedia per numero di voci